# Vitkronad guan
Vitkronad guan (Penelope pileata) är en fågel i familjen trädhöns inom ordningen hönsfåglar.

## Utbredning
Vitkronad guan förekommer i Amazonas i Brasilien (nedre Rio Madeira till Rio Tapajós).

## Status
IUCN kategoriserar arten som sårbar.